# 1091
1091 (MXCI) je bilo navadno leto, ki se je po julijanskem koledarju začelo na sredo.

## Dogodki

### Boj za nasledstvo Viljema Osvajalca
- London, ki šteje med petnajst in dvajset tisoč prebivalcev, opustoši tornado, ki med drugimi uniči leseni Londonski most, več kot 600 (lesenih) hiš, močno poškoduje cerkev  St. Mary-le-Bow ter še nekaj drugih cerkev.
- Angleški kralj Viljem Ruf izvede invazijo na Normandijo, da se tem kaznuje svojega starejšega brata, normanskega vojvodo Roberta Curthosa za vodenje upora plemstva tri leta poprej. Robert se mu hitro pokori in skupaj potem načrtujeta, kako bi se nazaj polastila normanskih posesti, ki si jih je po smrti njunega očeta Viljema Osvajalca prilastil  francoski kralj Filip I.
- Normandija: Henrik, najmlajši izmed trojice sinov Viljema Osvajalca, se je na pritisk svojih starejših in vplivnejših bratov Roberta in Viljema Rufa prisiljen odpovedati svoji majhni grofiji Cotentin v zahodni Normandiji. Kljub temu se Henrik ne pusti odgnati in izbruhne majhna vojna med njim in njegovima bratoma, ki se je konča s Henrikovim (začasnim) izgonom v Francijo.
- Škotski kralj Malcolm III. preizkusi angleškega kralja Viljema Rufa in vpade v severno Anglijo in začne oblegati grad Newcastle. Viljem Ruf in Robert Curthose se odpravita na sever Anglije in še dlje v Škotsko, kjer izsilita brezpogojno kapitulacijo in vazalno zavezo škotskega kralja.
- Dokončan je Cardiffski grad.

#### Ostalo
- 29. april - Bitka pri Levunionu: Bizantinci pod vodstvom Alekseja I. Komnena odločujoče porazijo Pečenege, ki so zadnjih pet let preko Donave pritiskali na meje cesarstva. Bitka pri Levunionu predstavlja začasen preobrat: bizantinsko cesarstvo se ponovno začne širiti, vendar ne doseže več obsega kot pred porazom proti Seldžukom leta 1071.
- Umre hrvaški kralj Štefan II.. Na Hrvaškem zavlada zmeda z boji med pro-ogrsko in proti-ogrsko stranko. Ogrski kralj Ladislav I. zavzame slavonsko ozemlje med Savo in Dravo. Proti-ogrski hrvaški kralj Peter iz  plemiške rodbine Snačićev (Svačićev) vlada iz Knina ozemlju med Savo in obalo. Dalmatinska mesta pa pridejo pod vpliv Benečanov
- Sicilija: padec zadnje muslimanske trdnjave na Siciliji, mesta Noto na južnem kraku otoka. Grof Sicilije Roger Guiscard po dolgih tridesetih letih osvajanj končno zavlada celotnemu otoku.↓
- → Istega leta Roger Guiscard osvoji Malto. Oblast pusti lokalnim muslimanskim oblastem, vendar jih prisili v tributarne dajatve.
- Prva omemba Šentpavla v Labotski dolini (Sankt Paul im Lavanttal) in leto ustanovitve tamkajšnjega Benediktinskega samostana.

## Rojstva
- 22. december - Jutta iz Sponheima, nemška opatinja († 1136)

## Smrti
- 17. junij - Dirk V., holandski grof (* 1052)
- Jordan I., kapuanski knez (* 1046)
- Štefan II., hrvaški kralj